# 暉子内親王
暉子内親王（きしないしんのう、安貞2年（1228年） - 正安2年5月3日（1300年5月22日））は、鎌倉時代前期から後期にかけての皇族。後堀河天皇の第一皇女で、母は持明院家行の娘（『女院小伝』）、異説に九条竴子（『本朝皇胤紹運録』）。幼名は持明院宮。女院号は室町院。
歴代の女院中、不婚で后妃にも准母にもならなかった内親王が女院とされた唯一の例である。

## 経歴
祖母の北白河院によって寵愛され、彼女が住んでいた持明院殿で育てられ、後にこれを継承した。仁治元年（1240年）4月21日、内親王宣下。寛元元年（1243年）7月14日に准后となり、12月24日には女院となり、室町院と号した。
だが、父は天福2年（1234年）に、弟の四条天皇も仁治3年（1242年）には没し、祖父後高倉院の皇統の断絶は確定しており、更に寛元4年（1246年）8月3日に異母妹の昱子内親王が重篤となって出家すると、彼女も同月6日に19歳で出家して妙法覚と号した。以降、正安2年（1300年）に73歳で薨去するまで家族の菩提を弔う日々を送ったが、伯母である式乾門院や安嘉門院から膨大な荘園を継承したために彼女の遺産相続は政治問題化し、大覚寺統と持明院統による両統迭立の対立を一層深刻化させる結果となった。

## 室町院領の継承問題
鎌倉時代後期の朝廷は亀山天皇（法皇）を祖とする大覚寺統と後深草天皇（法皇）を祖とする持明院統が皇位継承を巡って争ったが、両系統の間で深刻な対立をもたらしたのが、室町院こと暉子内親王が持っていた所領の相続問題であった。
鎌倉時代初期、多くの皇室領が治天の君である後鳥羽上皇の所有であったが、承久の乱で敗れて隠岐に流されて所領は鎌倉幕府に没収された。その後、後堀河天皇が即位して実父である守貞親王（後高倉院）が治天の君になると、幕府は没収した所領を後高倉院に献上した。ところが、後高倉院・後堀河天皇・四条天皇が相次いで亡くなって後高倉院の皇統は断絶し、その100か所以上の所領は後高倉院の娘である式乾門院に継承された。式乾門院は寛元5年（1247年）後嵯峨天皇の第一皇子でありながら母親の身分の低さから皇位継承の希望が薄かった宗尊親王を猶子に迎えた。その2年後の建長元年（1249年）に式乾門院は所領を姪である室町院（暉子内親王）に一期分として譲り、彼女が亡くなった後には宗尊親王がその所領を相続する未来領主に指名した。ところが、鎌倉幕府の第6代将軍になった宗尊親王は文永11年（1274年）に室町院よりも先に没したことから室町院の相続者はいない状態となった。そのため、正安2年（1300年）に室町院が亡くなると、彼女の遺領を巡る争いが発生した（なお、これとは別に室町院はもう一人の伯母である安嘉門院の遺領も一期分として相続しているが、こちらは未来領主に亀山法皇が指名されていたために、争いの対象にはならなかった）。
後嵯峨天皇の子であった亀山法皇は弘安年間に彼女から財産を譲る約束を記した譲状を得ていた事を理由に相続権を主張した。一方、亀山法皇と不仲であった兄の後深草法皇の子にあたる伏見上皇も弘安年間よりも後の正応年間に彼女から譲状を得ていると主張した。更に宗尊親王の遺児であった瑞子女王も宗尊の死後も相続権はその遺族に継承されると主張した。亀山法皇は瑞子女王を猶子に迎えて保護し、更に息子の後宇多上皇の后に迎えて永嘉門院の女院号を与える（正安4年（1302年））など厚遇して自派に取り込んだ。亀山法皇と伏見天皇のそれぞれに譲状が出された理由として、室町院が将来の相続と引換にその時々の治天の君（弘安年間は亀山法皇、正応年間は伏見上皇の父である後深草法皇）に対して所領の保護や自己の没後の追善行事の実施の保証を求めたからだと考えられる。
朝廷を2つに割る争いであったために裁決は鎌倉幕府に持ち込まれ、正安3年（1301年）幕府は宗尊親王に譲る予定だった所領は瑞子女王に、残りは亀山・伏見両院で折半するように裁許した。ところが、伏見上皇は宗尊親王への相続は本人の死によって無効になっていると主張して異議を唱え、正安4年（1302年）になって幕府は前年の判決を破棄して永嘉門院（瑞子女王）の主張を却下して彼女に与えられた所領についても亀山・伏見両院で折半するように裁許した。
この結果、亀山法皇は合計で53か所、伏見上皇は同じく75か所を獲得した。しかし、その後も不満は収まる事は無く、伏見上皇側のものとされた所領に亀山法皇側が介入しようとするなど紛争が収まらなかった。
ところが、それから20年近く経た元亨3年（1323年）になって永嘉門院は先の裁許の見直しを幕府に訴えた。幕府はその主張を認めたものの、既に正安4年の裁許から経過していることを考慮して正安3年の判決で彼女が相続する筈だった所領の半分だけを永嘉門院に返却することを亀山法皇の相続人であった後宇多法皇と伏見上皇の相続人であった花園上皇に通告した。後宇多法皇は永嘉門院の夫であったから直ちにこれを受諾したものの、持明院統からすれば結果的に大覚寺統に所領を奪われる形になるために花園上皇は反発して異議を挟んだ。この結果、翌元亨4年（1324年）6月の後宇多法皇崩御、9月の正中の変を経て、改元した正中元年（1324年）12月になって、鎌倉幕府は改めて正安4年の裁許を変更しないものとした。
なお、「持明院統」の呼称自体が正安4年の裁決を受けて伏見上皇が持明院殿の所有権を得て自らの御所にしたことに由来するとされている。その後、後宇多法皇から大覚寺統に継承された所領は建武政権の崩壊とともに失われていったが、花園上皇から持明院統に継承された所領は光厳天皇から直仁親王（廃太子）に一期分として与えられ、その没後は伏見宮領を経て歴代天皇に継承されることになる。